# Бедный, Владимир Анатольевич
Владимир Анатольевич Бедный (6 сентября 1968, Луганск, Украинская ССР, СССР) — советский и украинский футболист, защитник.

## Биография
Воспитанник СДЮШОР «Заря» Луганск, первые тренеры — В. П. Глухарев и А. И. Кучинский. В 1985 году в составе «Зари» во второй лиге провёл восемь матчей, сыграл одну игру за дубль днепропетровского «Днепра». В 1986—1987 годах провёл 8 матчей в высшей лиге в составе «Шахтёра» Донецк. В 1987—1988 годах был в «Динамо» Киев, сыграл 38 игр, забил два мяча за дубль; в составе основной команды провёл 9 игр в Кубке Федерации. В 1989 году сыграл одну игру за «Шахтёр» в Кубке Федерации. В 1990—1991 годах играл во второй лиге в составе луганской «Зари», в 1992—1994 годах сыграл за команду 52 матча, забил один мяч в чемпионате Украины. Затем играл в низших лигах Украины за «Динамо» Луганск (1994), «Химик» Северодонецк (1995), «Прометей» Днепродзержинск (1995), «Дружбу» Бердянск (1996). Завершил карьеру из-за травм.

## Достижения
- Победитель юношеского турнира УЕФА 1985
- Обладатель «Кубка юности» 1982 года.
- Победитель первых Всесоюзных юношеских игр 1985 года.